# Macarostola miniella
Macarostola miniella là một loài bướm đêm thuộc họ Gracillariidae. Nó được tìm thấy ở Pháp, Afghanistan, New Zealand và Seychelles.